# Raymundo Andriolo
Raymundo Andriolo (niekiedy Andreolo) – piłkarz urugwajski, pomocnik. Jego brat Miguel Ángel Andriolo w latach 1936–1942 grał w reprezentacji Włoch.
Jako piłkarz klubu Club Nacional de Football wziął udział w turnieju Copa América 1937, gdzie Urugwaj zajął czwarte miejsce. Andriolo zagrał tylko w jednym meczu – z Paragwajem.